# Bonde (rivière)
Pour les articles homonymes, voir Bonde.
La Bonde est un petit cours d'eau de l'Eure, affluent de la Levrière.

## Géographie
La Bonde prend sa source dans la commune de Nojeon-en-Vexin, au lieu-dit Ravin de la Fosse des chats sous le nom du Sec dans le département de l'Eure.
Selon le SANDRE, sa longueur est de 17,87 kilomètres.
La Bonde traverse les communes de Bernouville, Bézu-Saint-Éloi, Chauvincourt-Provemont, Doudeauville-en-Vexin, Étrépagny et Gamaches-en-Vexin et Nojeon-en-Vexin.
Elle rejoint la Levrière à Bézu-Saint-Éloi, derrière la rue du Moulin Saint-Éloi.